# Parafia Matki Bożej Nieustającej Pomocy w Turzu
Parafia Matki Bożej Nieustającej Pomocy w Turzu – parafia rzymskokatolicka, znajdująca się w diecezji pelplińskiej, w dekanacie skarszewskim.

## Zasięg parafii
Do parafii należą wierni z miejscowości: Turze, Małżewo, Małżewko, Damaszka, Szczerbięcin, Dalwin (kościół filialny), Łukocin i Świetlikowo.

## Proboszczowie
- ks. Stanisław Mokwa (1969–1989)
- ks. Jerzy Mroczyński (1989–1992)
- ks. Józef Pick (1992–1999)
- ks. Mirosław Przechowski (1999–2018)
- ks. Krzysztof Piątkiewicz (od 2018)[2]